# 170 (liczba)
170 (sto siedemdziesiąt) – liczba naturalna następująca po 169 i poprzedzająca 171.

## W matematyce
- 170 jest liczbą sfeniczną[1]
- 170 jest palindromem liczbowym, czyli może być czytana w obu kierunkach, w pozycyjnym systemie liczbowym o bazie 4 (2222) oraz bazie 16 (AA)
- 170 należy do ośmiu trójek pitagorejskich (28, 168, 170), (72, 154, 170), (80, 150, 170), (102, 136, 170), (170, 264, 314), (170, 408, 442), (170, 1440, 1450), (170, 7224, 7226).

## W nauce
- liczba atomowa unseptnilium (niezsyntetyzowany pierwiastek chemiczny)
- galaktyka NGC 170
- planetoida (170) Maria
- kometa krótkookresowa 170P/Christensen

## W kalendarzu
170. dniem w roku jest 19 czerwca (w latach przestępnych jest to 18 czerwca). Zobacz też co wydarzyło się w roku 170, oraz w roku 170 p.n.e.